# Tyriozela
Tyriozela is een geslacht van vlinders van de familie zilvervlekmotten (Heliozelidae).

## Soorten
- T. porphyrogona Meyrick, 1931